# Шеридан, Джим
Джим Шеридан (англ. Jim Sheridan; род. 6 февраля 1949, Дублин) — ирландский кинорежиссёр и сценарист, шестикратный номинант на премию «Оскар» и лауреат многочисленных престижных кинопремий, включая главный приз Берлинале «Золотой медведь» за историческую ленту «Во имя отца».
Шеридан — одна из ключевых фигур современного ирландского кинематографа, при активном содействии которого состоялось возрождение национального кино, как такового. Режиссёр и автор десятка сценариев к коммерчески успешным хитам, Шеридан был шесть раз выдвинут на премию «Оскар», дважды номинирован на «Золотой глобус» и столько же раз боролся за премию Британской кино и телеакадемии, но по сей день так и не получил ни одной из них.
В актёрской среде Шеридана прозвали «режиссёром актёров» из-за крайне удачного кастинга в собственных картинах, обычно выливающегося в номинации исполнителей основных ролей на «Оскар». Наиболее примечательные режиссёрские и сценарные работы Джима Шеридана — «Моя левая нога» (дебют в кино), «Во имя отца», «Боксёр», «В Америке» и «Братья». Во всех упомянутых картинах, кроме двух последних, задействован именитый Дэниэл Дэй-Льюис — актёр, обязанный своей славе именно Шеридану.

## Биография
Джим Шеридан родился в семье  актрисы Анны и железнодорожного работника Питера — 6 февраля 1949 года в Дублине. Джим был старшим среди семерых братьев и сестёр. Окончил Дублинский университетский колледж и актёрскую школу при театре Аббатства.
Шеридан начинал свою карьеру с театра — в 1967 году он, совместно с братом Питером, основал театральный центр ''Project Arts'', расположенный в дублинском районе Темпл-Бар. Заведение мгновенно стало одним из самых респектабельных авангардных театров в столице Ирландии. Около десяти лет Шеридан проработал его художественным руководителем. За этот период времени для театра им было написано множество собственных пьес. В 1981 году Шеридану, однако, пришлось покинуть ответственный пост после предполагаемого участия в громком гомосексуальном скандале.
Время было очень непростое, но я как-то вертелся, как-то выживал. А после того, как Дублинский городской совет отнял лицензию у моего театра, хотелось просто закрыться в комнате и надеть петлю на шею, честное слово.
Вскоре он вместе с семьёй переехал в Нью-Йорк, где, после короткого обучения в киношколе Нью-Йоркского университета, Шеридан занял кресло директора Ирландского художественного центра.
В 1989 году Шеридан в срочном порядке вернулся в родную Ирландию по приглашению продюсера Ноэль Пирсон, который убедил того экранизировать нашумевшие мемуары Кристи Брауна «Моя левая нога». На главную роль самого Брауна Шеридан утвердил практически неизвестного актёра Дэниэла Дэй-Льюиса. Одноимённая экранизация стала прорывом не только для дебютанта Шеридана, но и для всего ирландского кинематографа в целом, собрав пять номинаций на премию «Оскар», в том числе за лучшую режиссёрскую работу и лучший адаптированный сценарий. Тем вечером статуэтки забрали Дэй-Льюис, проснувшийся знаменитым после релиза картины, и Бренда Фрикер за лучшую женскую роль второго плана.
На протяжении следующего десятилетия Шеридан работал с разнообразными жанрами кинофильмов: от исторической драмы до спортивного триллера. Сюжет «Поля», экранизации одноимённой пьесы Джона Б. Кина, повествует о пожилом Булле Маккэйбе, маниакально сражающемся с ирлано-американцем за собственные земли, которыми семья Маккэйбов владела на протяжении многих десятков лет. Актёр Ричард Харрис, исполнивший роль Булла Маккэйба, выдвигался на премию «Оскар», но проиграл Джереми Айронсу.
В 1993 году Шеридан срежиссировал и написал сценарий к своему, пожалуй, наиболее известному и завершённому фильму — «Во имя отца». На главную роль режиссёр традиционно пригласил Дэниэла Дэй-Льюиса. Лента имела огромный кассовый успех и собрала более 20 наград, включая главный приз Берлинского кинофестиваля «Золотой медведь» и семь номинаций на «Оскар».
Свою последнюю на сегодняшний день номинацию на премию Академии Джим Шеридан получил за создание сценария к полуавтобиографической драме «В Америке», основанной на его собственной жизни в Нью-Йорке в начале 1980-х. Из последних проектов режиссёра выделяются «Братья» с Тоби Магуайром, Натали Портман и Джейком Джилленхолом, а также триллер «Дом грёз». Примечательно, что от разработки последнего Шеридан всячески пытался откреститься, даже подав заявку в Гильдию режиссёров США, чтобы его имя в титрах было заменено на анонимные «Алан Смити» или «Джон Доу». В настоящее время работает над несколькими проектами, премьера которых запланирована на середину 2010-х годов.

### Личная жизнь
С 1972 года Джим Шеридан женат на писательнице Фрэн Шеридан, в браке с которой у него родилось трое дочерей: Наоми, Кирстен (род. 1976) и Тесс. Кирстен и Наоми вместе с отцом номинировались на «Оскар» за написание сценария к «В Америке».
Шеридан является владельцем чистокровной верховой лошади Винни Ро.

## Значение и элементы режиссёрского стиля
Этот фильм [речь идёт о «Моей левой ноге»] и работа с Джимом Шериданом изменила меня и мою жизнь. Я сомневаюсь, что у меня будет более счастливый опыт. Не только потому, что у фильма был такой успех, которого мы попросту не ожидали, а по причине того, каким образом мы сотворили этот фильм.
Большая часть фильмов Джима Шеридана затрагивает тему взаимоотношений между Ирландией и Америкой. Время, проведённое им в Нью-Йорке, оказало необъятный эффект на его работы. Многие проекты Шеридана были созданы им под влиянием классических лент Джона Форда. «Поле», например, переосмысливает ключевую тему его комедии «Тихий человек», а сценарий Шеридана к приключенческому фэнтези «На запад» явно перекликается с фордовским вестерном «Искатели».
Мотивы некоторых картин Шеридана держатся на его собственной биографии и жизни. Абсолютно несентиментальный портрет Кристи Брауна, изображённый в «Моей левой ноге», берёт свои корни из детства режиссёра, проведённого в Нортсайде. Здесь Шеридан комбинирует свои твёрдые политические убеждения с сильным ощущением эмоциональной мощи драмы.
Все последующие работы режиссёра имеют дело с волнующими ирландскими проблемами, аллегорически структурированными в условия семейного конфликта. «Поле» — яркий этому пример. Главный герой, пожилой фермер Булл Маккэйб, потративший всю свою жизнь на культивирование небольшого поля на бесплодной и суровой земле, теперь находится на содержании у своего многострадального сына и жены. Когда экономный ирлано-американец пытается купить участок земли, Булл категорически противится этому. Кульминацией фильма становится жестокое убийство. Изобретательная актёрская игра Ричарда Харриса принесла ему очередную номинацию на «Оскар», а за Шериданом прочно закрепилось прозвище «режиссёр актёров».
Сценарии Джима Шеридана обычно разоблачают все социальные реалии. В «На запад» — это бедность, алкоголизм и дискриминация, в «В Америке» — алчность, халатность и страх.
Отличительной чертой его режиссёрского стиля является сотрудничество с Дэниэлом Дэй-Льюисом, близко общающимся с Шериданом с 1989 года. Вместе они работали на съёмочных площадках трёх проектов, за роль в одном из которых Дэй-Льюис удостоился своего первого «Оскара». Режиссёр говорил: «Вы знаете, когда ты смотришь на гения в работе, каковым и является Дэниэл, когда ты говоришь „снято“, когда ты видишь, как Дэниэл возвращается в своё тело — это как отпирание банковского хранилища».

## Фильмография
| \| Год \| \| Русское название \| Оригинальное название \| Роль \| \| ---- \| -- \| ----------------------------- \| ------------------------- \| ----------------------------- \| \| 1989 \| ф \| Моя левая нога \| My Left Foot \| режиссёр, сценарист \| \| 1990 \| ф \| Поле \| The Field \| режиссёр, сценарист \| \| 1992 \| ф \| На запад \| Into the West \| сценарист \| \| 1993 \| ф \| Во имя отца \| In the Name of the Father \| режиссёр, продюсер, сценарист \| \| 1996 \| ф \| Сыновья \| Some Mother's Son \| сценарист, продюсер \| \| 1997 \| ф \| Боксёр \| The Boxer \| режиссёр, сценарист, продюсер \| \| 1999 \| ф \| Агнес Браун \| Agnes Browne \| продюсер \| \| 2000 \| ф \| Парень из Борстальской тюрьмы \| Borstal Boy \| исполнительный продюсер \| \| 2001 \| ф \| На краю \| On the Edge \| исполнительный продюсер \| \| 2002 \| тф \| Кровавое воскресенье \| Bloody Sunday \| исполнительный продюсер \| \| 2002 \| ф \| В Америке \| In America \| режиссёр, сценарист, продюсер \| \| 2005 \| ф \| Разбогатей или умри \| Get Rich or Die Tryin' \| режиссёр, продюсер \| \| 2009 \| ф \| Братья \| Brothers \| режиссёр \| \| 2011 \| ф \| Дом грёз \| Dream House \| режиссёр \| \| 2012 \| ф \| Улица шерифа \| Sheriff Street \| режиссёр, сценарист, продюсер \| \| 2013 \| ф \| Шанхай, я люблю тебя \| Shanghai, I Love You \| режиссёр \| \| 2016 \| ф \| Скрижали судьбы \| The Secret Scripture \| режиссёр, продюсер, сценарист \| |    |                               |                           |                               |
| Год |    | Русское название              | Оригинальное название     | Роль                          |
| 1989 | ф  | Моя левая нога                | My Left Foot              | режиссёр, сценарист           |
| 1990 | ф  | Поле                          | The Field                 | режиссёр, сценарист           |
| 1992 | ф  | На запад                      | Into the West             | сценарист                     |
| 1993 | ф  | Во имя отца                   | In the Name of the Father | режиссёр, продюсер, сценарист |
| 1996 | ф  | Сыновья                       | Some Mother's Son         | сценарист, продюсер           |
| 1997 | ф  | Боксёр                        | The Boxer                 | режиссёр, сценарист, продюсер |
| 1999 | ф  | Агнес Браун                   | Agnes Browne              | продюсер                      |
| 2000 | ф  | Парень из Борстальской тюрьмы | Borstal Boy               | исполнительный продюсер       |
| 2001 | ф  | На краю                       | On the Edge               | исполнительный продюсер       |
| 2002 | тф | Кровавое воскресенье          | Bloody Sunday             | исполнительный продюсер       |
| 2002 | ф  | В Америке                     | In America                | режиссёр, сценарист, продюсер |
| 2005 | ф  | Разбогатей или умри           | Get Rich or Die Tryin'    | режиссёр, продюсер            |
| 2009 | ф  | Братья                        | Brothers                  | режиссёр                      |
| 2011 | ф  | Дом грёз                      | Dream House               | режиссёр                      |
| 2012 | ф  | Улица шерифа                  | Sheriff Street            | режиссёр, сценарист, продюсер |
| 2013 | ф  | Шанхай, я люблю тебя          | Shanghai, I Love You      | режиссёр                      |
| 2016 | ф  | Скрижали судьбы               | The Secret Scripture      | режиссёр, продюсер, сценарист |

## Награды и номинации
| Год  | Название         | Награда                                        | Категория                                                                | Результат |
| ---- | ---------------- | ---------------------------------------------- | ------------------------------------------------------------------------ | --------- |
| 1989 | «Моя левая нога» | Гильдия сценаристов США                        | «Лучший адаптированный сценарий»                                         | Номинация |
| 1989 | «Моя левая нога» | Международный кинофестиваль в Монреале         | Приз экуменического жюри — специальное упоминание                        | Победа    |
| 1989 | «Моя левая нога» | «Независимый дух»                              | «Лучший иностранный фильм»                                               | Победа    |
| 1989 | «Моя левая нога» | Европейская киноакадемия                       | «Лучший режиссёр»                                                        | Номинация |
| 1989 | «Моя левая нога» | Европейская киноакадемия                       | «Лучший дебют»                                                           | Номинация |
| 1989 | «Моя левая нога» | BAFTA                                          | «Лучший фильм»                                                           | Номинация |
| 1989 | «Моя левая нога» | BAFTA                                          | «Лучший адаптированный сценарий»                                         | Номинация |
| 1989 | «Моя левая нога» | «Оскар»                                        | «Лучший режиссёр»                                                        | Номинация |
| 1989 | «Моя левая нога» | «Оскар»                                        | «Лучший адаптированный сценарий»                                         | Номинация |
| 1993 | «Во имя отца»    | Гильдия сценаристов США                        | «Лучший адаптированный сценарий»                                         | Номинация |
| 1993 | «Во имя отца»    | «Человечность»                                 | «Лучший фильм»                                                           | Номинация |
| 1993 | «Во имя отца»    | Европейская киноакадемия                       | «Лучший фильм»                                                           | Номинация |
| 1993 | «Во имя отца»    | «Давид ди Донателло»                           | «Лучший иностранный фильм»                                               | Победа    |
| 1993 | «Во имя отца»    | Берлинский кинофестиваль                       | «Золотой медведь»                                                        | Победа    |
| 1993 | «Во имя отца»    | BAFTA                                          | «Лучший адаптированный сценарий»                                         | Номинация |
| 1993 | «Во имя отца»    | Австралийский киноинститут                     | «Лучший иностранный фильм»                                               | Номинация |
| 1993 | «Во имя отца»    | «Оскар»                                        | «Лучший фильм»                                                           | Номинация |
| 1993 | «Во имя отца»    | «Оскар»                                        | «Лучший режиссёр»                                                        | Номинация |
| 1993 | «Во имя отца»    | «Оскар»                                        | «Лучший адаптированный сценарий»                                         | Номинация |
| 1997 | «Боксёр»         | «Гойя»                                         | «Лучший европейский фильм»                                               | Победа    |
| 1997 | «Боксёр»         | «Золотой глобус»                               | «Лучший режиссёр»                                                        | Номинация |
| 1997 | «Боксёр»         | Берлинский кинофестиваль                       | «Золотой медведь»                                                        | Номинация |
| 1997 | «Боксёр»         | Берлинский кинофестиваль                       | Приз читателей газеты Berliner Morgenpost                                | Победа    |
| 2002 | «В Америке»      | Гильдия сценаристов США                        | «Лучший оригинальный сценарий»                                           | Номинация |
| 2002 | «В Америке»      | Премия «Спутник»                               | «Лучший режиссёр»                                                        | Победа    |
| 2002 | «В Америке»      | Общество кинокритиков Феникса                  | «Лучший режиссёр»                                                        | Номинация |
| 2002 | «В Америке»      | Общество кинокритиков Феникса                  | «Лучший оригинальный сценарий»                                           | Победа    |
| 2002 | «В Америке»      | Гильдия продюсеров Америки                     | Приз имени Стэнли Крамера за освещение провокационных социальных проблем | Победа    |
| 2002 | «В Америке»      | Национальный совет кинокритиков США            | «Лучший оригинальный сценарий»                                           | Победа    |
| 2002 | «В Америке»      | «Независимый дух»                              | «Лучший режиссёр»                                                        | Номинация |
| 2002 | «В Америке»      | «Независимый дух»                              | «Лучший фильм»                                                           | Номинация |
| 2002 | «В Америке»      | «Человечность»                                 | «Лучший фильм»                                                           | Номинация |
| 2002 | «В Америке»      | «Золотой глобус»                               | «Лучший сценарий»                                                        | Номинация |
| 2002 | «В Америке»      | Гентский международный кинофестиваль           | Гран-при                                                                 | Победа    |
| 2002 | «В Америке»      | «Выбор критиков»                               | «Лучший режиссёр»                                                        | Номинация |
| 2002 | «В Америке»      | «Выбор критиков»                               | «Лучший сценарист»                                                       | Победа    |
| 2002 | «В Америке»      | Премия британского независимого кино           | «Лучший режиссёр»                                                        | Номинация |
| 2002 | «В Америке»      | Международный кинофестиваль в Бангкоке         | «Лучший режиссёр»                                                        | Победа    |
| 2002 | «В Америке»      | Международный кинофестиваль в Бангкоке         | «Лучший фильм»                                                           | Номинация |
| 2002 | «В Америке»      | «Оскар»                                        | «Лучший оригинальный сценарий»                                           | Номинация |
| 2002 | «В Америке»      | Американский институт киноискусства            | «Лучший фильм — выбор зрителей»                                          | Победа    |
| 2004 |                  | Международный кинофестиваль в Палм-Спрингсе    | Специальный приз за достижения в киноискусстве                           | Победа    |
| 2009 | «Братья»         | Премия ирландского кинематографа и телевидения | «Лучший режиссёр»                                                        | Победа    |